# Аликберов, Аликбер Калабекович
Аликбе́р Калабе́кович Аликбе́ров (28 апреля 1964, Хивский район, Дагестан) — российский историк, востоковед исламовед, доктор исторических наук (2021), директор Института востоковедения РАН. Президент Общества востоковедов России (с 2024 г.).
Эксперт РАН. Член трех научных советов Российской академии наук: Научного совета РАН по комплексным проблемам этничности и межнациональных отношений, Научного совета по комплексным проблемам востоковедения и Научного совета по комплексным проблемам новейшей истории и культуры Евразии при ОИФН РАН. Входит в состав Экспертного совета при Федеральном агентстве по делам национальностей и Экспертной группы по совершенствованию законодательства в сфере свободы совести и религиозных объединений Экспертного совета Комитета Государственной Думы по развитию гражданского общества, вопросам общественных и религиозных объединений.

## Биография
Родился 28 апреля 1964 г. в селе Куг Хивского района Дагестана в семье филолога Калабека Аликберова. По национальности лезгин. В 1986 г. с отличием окончил исторический факультет Дагестанского государственного университета. Аспирантуру проходил в 1988—1991 гг. на Восточном факультете Ленинградского государственного университета и в Секторе Ближнего Востока (Арабском кабинете) Ленинградского отделения Института востоковедения АН СССР. Кандидатскую диссертацию на тему «Райхан ал-хака’ик ва-бустан ад-дака’ик Мухаммада ад-Дарбанди как памятник мусульманской историографии (XI в.)» защитил в декабре 1991 г. в Санкт-Петербургском филиале Института востоковедения РАН (ныне — Институт восточных рукописей РАН). Докторскую диссертацию на тему: «Системно-коммуникационный подход к изучению истории Востока» по специальности 07.00.09 Историография, источниковедение и методы исторического исследования защитил в Российском государственном гуманитарном университете 19 июня 2020 г.
Работал в Отделе востоковедения Института истории, археологии и этнографии ДНЦ РАН (1992), Секторе Ближнего Востока Санкт-Петербургского филиала Института востоковедения РАН (1993—1999) и Институте востоковедения РАН (с июня 1999 г. по настоящее время). Стажировался в Каире и Оксфорде, приглашенный профессор Университета Дж. Неру (Дели). С 2005 г. — завсектором истории арабских стран Центра арабских исследований ИВ РАН. В  2009 г. возглавил Центр изучения Центральной Азии, Кавказа и Урало-Поволжья. С 2015 г. — заместитель директора Института востоковедения РАН по науке, а с 2018 г. — заместитель декана Восточного факультета Государственного академического университета гуманитарных наук (ГАУГН), созданного на базе Института востоковедения РАН. С 19 августа 2020 г. — директор Института востоковедения РАН.
Автор свыше 150 научных работ, включая индивидуальные и коллективные монографии, а также статьи на русском, английском, немецком, арабском и других языках.
Сфера научных интересов: восточное источниковедение и историография VII—XIV вв. (средневековые арабские рукописи и эпиграфика); исламоведение; древняя и средневековая история Восточного Кавказа; теория и методология истории Востока (информационные и коммуникативные аспекты); история евразийских коммуникаций; современный ислам и проблемы трансформации в странах Центральной Азии и Кавказа. 

## Семья
Женат, имеет двоих детей.

## Научные труды

### Монографии и коллективные работы
- Аликберов А. К. Эпоха классического ислама на Кавказе. Абу Бакр ад-Дарбанди и его суфийская энциклопедия «Райхан ал-хака’ик» (XI—XII вв.). — М.: Восточная литература, 2003. — 847 с.
- "Asiatic Museum. Treasures from St.Petersburg Academic Collection of Oriental Manuscripts (CD-ROM Series)". Issue No. 7. Kitab al-makhzun fi jami‘ al-funun by Ibn Abi Khazzam al-Khuttali. Publication by Dr. Efim Rezvan and Dr. Alikber Alikberov. Paris — New York — Lugano — Salzburg.
- Religion und Transformation in Zentralasien und Südkaukasus / RLS-Papers von Alikber Alikberov und Arne C. Seifert. — Berlin, 2014.
- Albania Caucasica. Выпуск I / Аликберов А. К., Гаджиев М. С. — М.: ИВ РАН, 2015.
- Ars Islamica. В честь Станислава Михайловича Прозорова / Пиотровский М. Б., Аликберов А. К. — М.: Наука — Восточная литература, 2016. — 871 с.
- Аликберов А. К. Религия и общество в фокусе истории. — Казань: Издательство Казанского университета, 2018. — 244 с.
- Аликберов А. К., Бобровников В. О., Бустанов А. К. Российский ислам: Очерки истории и культуры /Группа стратегического видения «Россия — Исламский мир». — М.: ИВ РАН, 2019. — 456 с.
- Аликберов А.К., Безруков А.О., Вахитов Р.Р., Виногродский Б.Б. и др. Евразийство. Видение общего / под общ. ред. А.Л. Оверчука.. — М.: Изд. дом ВШЭ, 2023. — 168 с.
- Аликберов А.К. Человек и история в цифровую эпоху: Многомерный подход.. — М.: Наука, 2023. — 736 с.